# Грачёв, Николай Михайлович
Николай Михайлович Грачёв — советский хозяйственный, государственный и политический деятель, Герой Социалистического Труда.

## Биография
Родился в 1921 году в селе Каменка. Член КПСС.
С 1934 года — на хозяйственной, общественной и политической работе. В 1934—1990 годах — рядовой колхозник в колхозе имени К. Е. Ворошилова, тракторист, токарь на заводе имени Ленина в городе Горьком, участник Великой Отечественной войны, в боях на Орловско-Курской дуге, на Юго-Западном и 2-м Украинском фронтах, на Забайкальском фронте, технорук артели «Слава» в селе Работки, председатель колхоза «Мир», директор совхоза «Нива» Лысковского района Горьковской области.
Указом № 364 Президента СССР Михаила Сергеевич Горбачёва «О присвоении звания Героя Социалистического Труда тов. Грачёву Н. М.» от 24 июля 1990 года «за достижение высоких результатов в увеличении производства и продажи государству сельскохозяйственной продукции, большой личный вклад в решение социальных вопросов» удостоен звания Героя Социалистического Труда с вручением ордена Ленина и золотой медали «Серп и Молот».
Умер в Лысковском районе в 1991 году.

## Награды
- Медаль «Серп и Молот» (24.07.1990);
- Два ордена Ленина (29.08.1986, 24.07.1990);
- Орден Октябрьской Революции (08.04.1971);
- Орден Трудового Красного Знамени (23.12.1976);
- Орден Отечественной войны 1 степени (11.03.1985);
- Орден Красной Звезды (09.10.1945);
- Медали.